# Oleksandra Lohviniuk
Oleksandra Lohviniuk ou Oleksandra Logvinyuk, née le 8 septembre 2001, est une coureuse cycliste ukrainienne. Spécialiste des épreuves de vitesse sur piste, elle a remporté la médaille de bronze de la vitesse par équipes aux championnats d'Europe 2020.

## Biographie
En 2018, elle se classe dixième de l'épreuve combiné (VTT et route) féminine des Jeux olympiques de la jeunesse. La même année, elle abandonne l'épreuve de cross-country VTT juniors aux mondiaux de VTT.
Aux championnats d'Europe sur piste en 2020, elle prend la troisième place de la vitesse par équipes avec Lyubov Basova et Olena Starikova.

## Palmarès

### Championnats d'Europe
| Épreuve / Édition | 500 mètres | Vitesse par équipes | Vitesse | Keirin |
| Plovdiv 2020      | 8e         | Bronze              |         |        |
| Munich 2022       | 12e        | 5e                  | 8e      |        |
| Granges 2023      | 16e        | 9e                  | 16e     | 16e    |

### Championnats d'Ukraine
- 2019
  -  Championne d'Ukraine de vitesse par équipes (avec Olena Starikova, Lyubov Basova et Daryna Martynyuk)